# Chetham’s Library

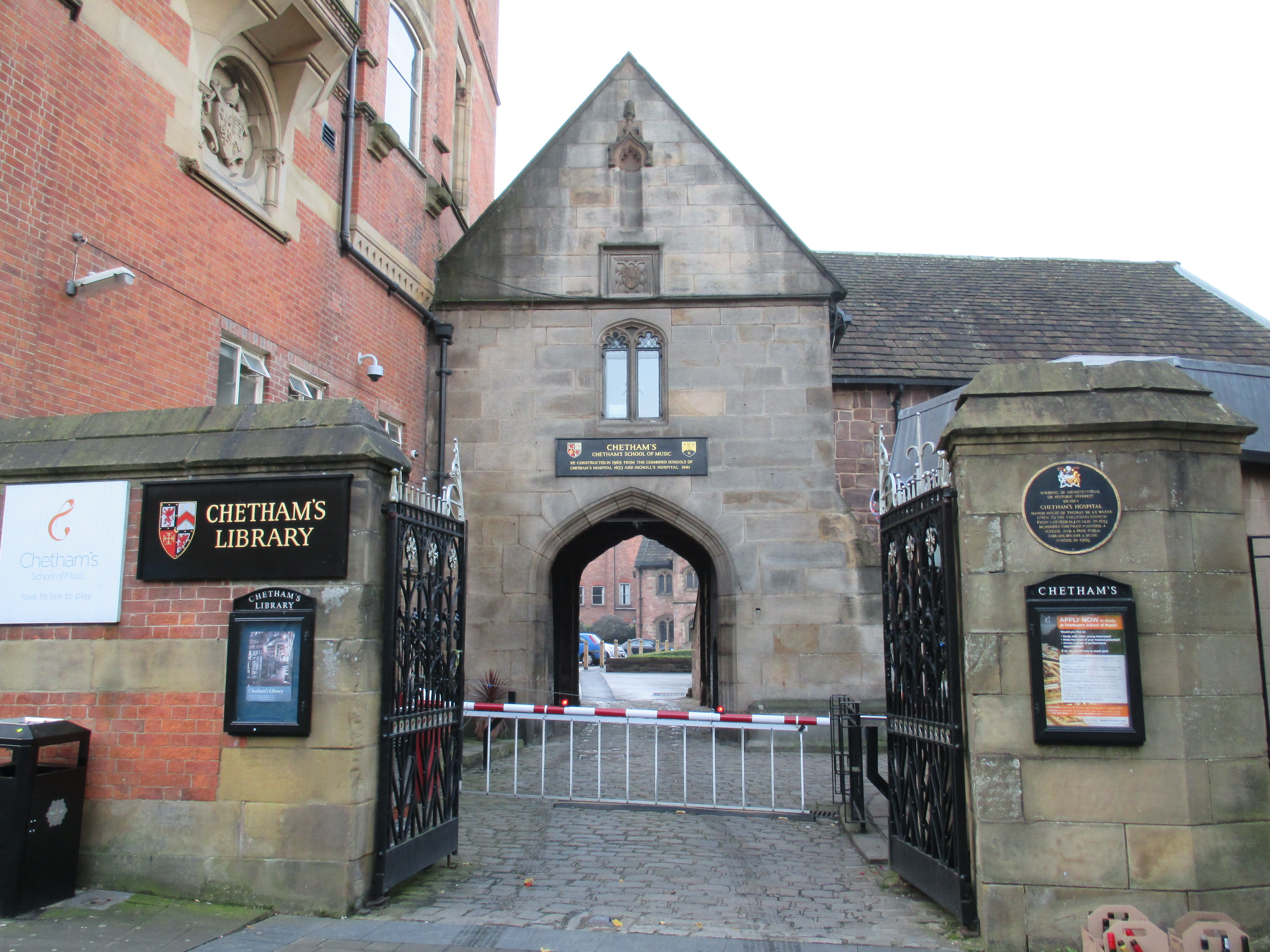
Bibliothekseingang

Chetham’s Library in Manchester, England, ist die älteste frei zugängliche Bibliothek im englischen Sprachraum. Chetham’s Hospital, das sowohl die Bibliothek als auch die Chetham’s School of Music umfasst, wurde 1653 nach dem Testament von Humphrey Chetham (1580–1653) zur Erziehung „der Söhne ehrlicher, fleißiger und bedürftiger Eltern“ gegründet, zusammen mit einer Bibliothek für Gelehrte. Die Bibliothek wird seit 1653 kontinuierlich genutzt. Sie wird als gemeinnützige Organisation betrieben.

## Bestand

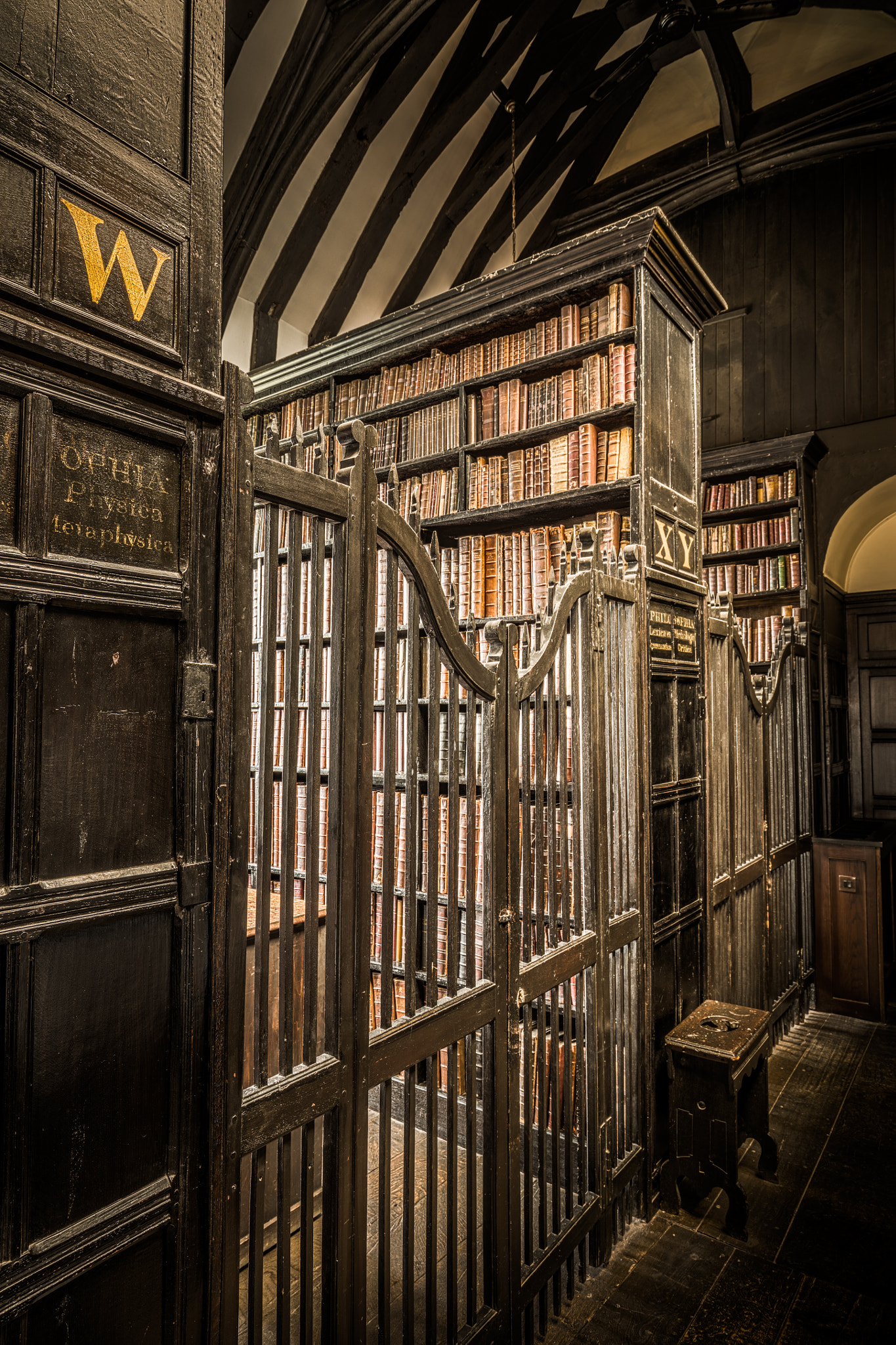
Innenansicht

Die Bibliothek beherbergt mehr als 100.000 gedruckte Bücher, von welchen 60.000 vor 1851 veröffentlicht wurden, einschließlich eines Exemplars der Schedelschen Weltchronik, das von Thomas Gudlawe mit Notizen versehen wurde. Die Sammlung umfasst Druckwerke aus dem 16. und 17. Jahrhundert, Zeitschriften und Journale, Quellen für Lokalgeschichte, Einblattdrucke und Ephemera. Zusätzlich zu Druckwerken verfügt die Bibliothek auch über eine Sammlung von über 1000 Manuskripten, einschließlich 41 mittelalterlicher Handschriften.
Chetham’s Library ist ein „Accredited Museum“ (akkreditiertes Museum) gemäß dem Akkreditierungsprogramm des Arts Council England. Die gesamte Sammlung ist als Sammlung von nationaler und internationaler Bedeutung gemäß dem Museums, Libraries and Archives Council Designationsprogramm designiert, welches heute vom Arts Council England geführt wird.
Die Kunstsammlung der Bibliothek umfasst unter anderem Porträts von William Whitaker, Reverend John Radcliffe, Robert Thyer, Reverend Francis Robert Raines und Elizabeth Leigh. Die Sammlung beinhaltet Eine Allegorie mit Putti und Satyrn (Öl auf Leinwand), die dem im 16. Jahrhundert aktiven niederländischen Künstler Vincent Sellaer zugeschrieben wird.
Eine der größten Sammlungen befasst sich mit dem Belle Vue Zoo and Gardens, Manchesters berühmtester Sehenswürdigkeit und zoologischem Zentrum, welches von den 1830er- bis in die 1980er-Jahre aktiv war. Die Sammlung beinhaltet Tausende Poster, Programme und Photographien, ebenso wie die finanziellen und geschäftlichen Unterlagen des Eigentümers, John Jennison; eine hohe Zahl an Unterlagen aus dieser Sammlung ist als Digitalisat online verfügbar. 2014 wurde es Chetham’s Library durch Fördergelder in Höhe von £45.000 ermöglicht, die Sammlung durch Digitalisierungsprojekte Nutzern online zugänglich zu machen.

## Geschichte

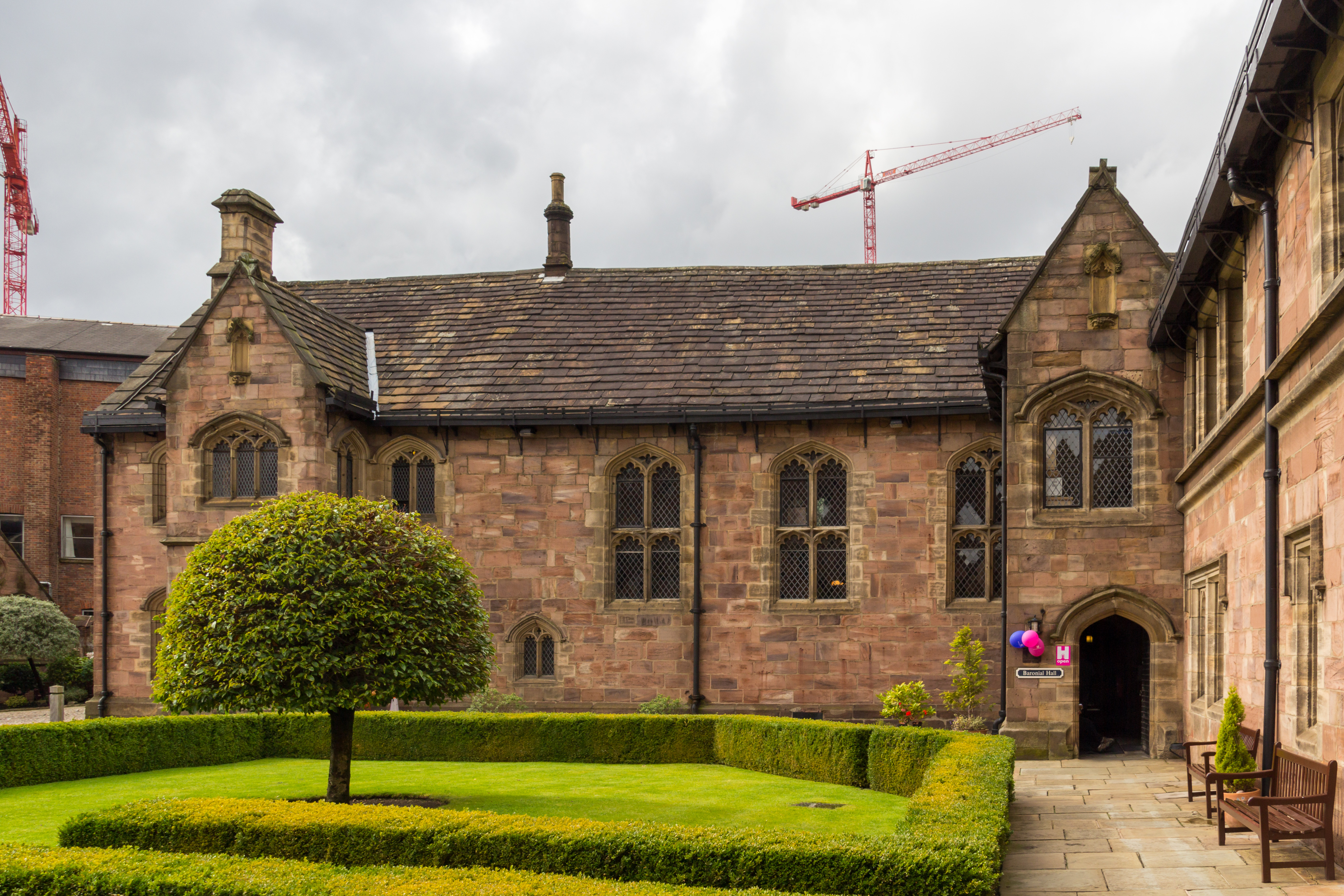
Die Baronial Hall aus dem 15. Jahrhundert neben Chetham’s Library

Das Herrenhaus des Gutsherren im Zentrum des mittelalterlichen Manchester stand auf einer Sandsteinklippe am Zusammenfluss der Flüsse Irwell und Irk. Im Jahr 1421 erhielt der Rektor der Pfarrkirche, Thomas de la Warre (Gutsherr von Manchester), eine Lizenz von Heinrich V., die Kirche als Kollegiatkirche neu zu gründen. Er stiftete sein Gutshaus zur Nutzung durch das Priesterkolleg der Kollegiatkirche (später Kathedrale von Manchester). Es gab Unterkünfte für den Vorsteher, acht Mitglieder des Kollegs, vier Sekretäre und sechs Chorsänger.
Zwischen 1515 und 1518 wurde zwischen der Kathedrale und den Kollegsgebäuden die Manchester Free Grammar School for Lancashire Boys erbaut. Das Kolleg wurde 1547 durch den Chantries Act aufgelöst und an den Earl of Derby verkauft. Unter Königin Maria I. wurde es als katholische Stiftung neu gegründet und von der protestantischen Königin Elisabeth I. wieder aufgelöst. 1578 wurde die Kollegiatkirche durch eine Charta als Christ’s College neu gegründet und das Kollegsgebäude wieder von Vorsteher und Mitgliedern des Kollegs bewohnt. Im Englischen Bürgerkrieg fungierte es als Gefängnis und Arsenal.
1653 wurden die Kollegsgebäude mit dem Nachlass von Humphrey Chetham zur Nutzung als frei zugängliche Bibliothek und Charity school gekauft. Zu diesem Zeitpunkt gab es in Nordengland keine Einrichtungen zum Selbststudium und Chethams Testament aus dem Jahr 1651 hatte vorgegeben, dass die Bibliothek „zum Nutzen Gelehrter und anderer Wohlgesinnter“ zur Verfügung stehen sollte, sowie dem Bibliothekar vorgeschrieben, „nichts von irgendjemandem zu verlangen, der in die Bibliothek kommt“. Die 24 Feoffees (Belehnte), die Humphrey Chetham bestimmt hatte, machten sich daran, eine bedeutende Sammlung von Büchern und Manuskripten zu erwerben, die alles verfügbare Wissen abdecken und den College-Bibliotheken von Oxford und Cambridge gleichkommen sollte. Um die neu erworbenen Bücher vor Feuchtigkeit zu schützen, wurde die Bibliothek im ersten Stock untergebracht, und gemäß der Bestimmungen in Chethams Testament wurden die Bücher an die Regale gekettet. 24 aus Eichenholz geschnitzte Schemel mit s-förmigen Griffen (noch immer in Gebrauch) wurden als Sitzgelegenheiten für Leser bereitgestellt.
1718 boten die Feoffees John Byrom, einem Dichter und Erfinder einer Kurzschrift aus Manchester, den Posten des Bibliothekars an. Byrom, der ein begeisterter Büchersammler war, lehnte das Angbot ab; aber nachdem sein guter Freund Robert Thyer 1732 zum Bibliothekar ernannt wurde, trat er oft als Vertreter der Bibliothek auf und erwarb Bücher bei Auktionen in Lonon. Byroms Bibliothek, die neben rund 2800 Druckwerken das Manuskript seines Gedichts „Christmas Day“ beinhaltete (aus welchem später das englische Weihnachtslied „Christians Awake“ wurde), wurde 1870 durch seine Nachfahrin Eleanora Atherton der Bibliothek geschenkt.